# Zaha Hadid
Dame Zaha Mohammad Hadid (arapski:  زها حديد‎ Zahā Ḥadīd) (Bagdad, 31. listopada 1950. – Miami, 31. ožujka 2016.) bila je ugledna britanska arhitektica i dizajnerica iračkog podrijetla. Dobitnica je Pritzkerove nagrade 2004. godine, najprestižnije nagrade za arhitekturu na svijetu, i time je nakon niza dobitnika nagrada dodijeljena dobitnici.

## Životopis
Zaha Hadid je rođena u Bagdadu 1950. god., u vrijeme progresivnog razmišljanja na Bliskom istoku, kad je modernizam smatran glamurom. Odrasla je u jednoj od prvih Bauhausom nadahnutim bagdadskim kućama.
Gospođa Hadid je najprije bila student matematike na Američkom sveučilištu u Bejrutu, ali se onda preselila u London na studij arhitekture Škole arhitektonskog udruženja (Architectural Association School), gdje je upoznala Rema Koolhaasa, Elia Zenghelisoma i Bernarda Tschumija, vodeće arhitekte eksperimentalne europske arhitekture. Njezin utjecaj na druge je počeo veoma rano, već s objavljivanjem svojih neizvedenih projekata, kao što je Cardiffska opera (Cardiff Bay Opera House, 1994).
Sada državljanka Ujedinjenog Kraljevstva, gospođa Hadid djeluje u Europi, Aziji i Bliskom istoku. U Guggenheim muzeju u New Yorku 2008. god. predstavila je svoju prvu veliku retrospektivu.
Umrla u 65. godini života od srčanog udara.

## Djela
Njezina arhitektura se odlikuje „snažnim futurističkim linijama zakrivljenih i izduženih formi” s „više perspektivnih točaka i iscjepkane geometrije, čime se priziva kaos modernog života”.
Njezina prva zgrada u Sjedinjenim Američkim Državama, Rosenthal Centar za suvremenu umjetnost u Cincinnatiju, doživjela je nedvojbenu podršku kritike i popularnost. Tada su joj povjereni veliki projekti, uključujući i Središnju zgradu BMW-a u Leipzigu, Phaeno Science Center-a u Wolfsburgu (Njemačka); MAXXI - Nacionalni centar za suvremenu umjetnost u Rimu, te Kolodvora brze željeznice u Napulju (Italija). Od posljednjih projekata ističu se Opera u Guangzhou (Kina) iz 2010. i London Aquatics Centre za XXX. Olimpijske igre – London 2012.

### Odabrani projekti
- 1994. - Zgrada vatrogasne postaje dizajnerske tvrtke Vitra, Weil am Rhein, Njemačka
- 1998. - Rosenthalov centar suvremene umjetnosti, Cincinnati, Ohio, SAD
- 2001. - Postaja Hoenheim-North s parkingom, Strasbourg, Francuska
- 2002. - Skijaška skakaonica Bergisel, Innsbruck, Austrija
- 2005. - Novo krilo muzeja umjetnosti Ordrupgaard, Kopenhagen, Danska
- 2005. - Žičara u Innsbrucku, Austrija
- 2005. - Istraživački centar Phæno, Wolfsburg, Njemačka
- 2005. - Središnja zgrada BMW-a, Leipzig, Njemačka
- 2006. - Hotel Puerta America, Madrid, Španjolska
- 2010. - Nacionalni muzej suvremene umjetnosti MAXXI, Rim, Italija
- 2010. - Opera u Guangzhou, Kina
- 2011. - Riverside Museum, Glasgow, UK
- 2011. - Toranj CMA, Marseilles, Francuska

- Vitra vatrogasna postaja, Weil am Rhein (1994.)
- Phæno, Wolfsburg (2005.)
- Opera u Guangzhou (2010.)
- Riverside Museum, Glasgow (2011.)

## Vanjske poveznice
- Zaha Hadid Architects (engl.)
- Biografija (engl.)